# Oligosoma repens
Oligosoma repens — вид сцинкоподібних ящірок родини сцинкових (Scincidae). Ендемік Нової Зеландії.

## Поширення і екологія
Ophiomorus repens мешкають в горах Ейр на півдні Центрального Отаго на Південному острові. Вони живуть серед валунів і кам'янистих осипів.

## Збереження
МСОП класифікує цей вид як вразливий. Oligosoma repens загрожує хижацтво з боку інтродукованих тварин.